# Ilmenau (rzeka)
Ilmenau (pol. hist. Ilmenawa) – rzeka w Niemczech w północno-wschodniej Dolnej Saksonii, stanowiąca lewy dopływ Łaby.

## Przebieg
Rzeka powstaje na Pustaci Lüneburskiej z połączenia dwóch mniejszych rzek: Gerdau płynącej od północnego zachodu i Stederau płynącej od południowego zachodu. Ów zbieg ma miejsce na południe od Uelzen.
Od Uelzen Ilmenau płynie, wzbogacona przez wpływającą tu rzekę Wipperau, w kierunku północnym przez Bad Bevensen i Lüneburg do Winsen, gdzie jest zasilona prawym dopływem Neetze oraz tuż przed ujściem przejmuje również wody płynącej z południa rzeki Luhe. W północnej dzielnicy Winsen Hoopte uchodzi do płynącej od wschodu Łaby. U ujścia Ilmenau do Łaby wybudowano na początku lat siedemdziesiątych XX wieku wał przeciwpowodziowy.
Całkowita długość rzeki wynosi 107 kilometrów.

## Żegluga
Ilmenau jest żeglowna tylko na krótkim odcinku 28,84 km od Lüneburga w dół rzeki do ujścia w Hoopte. Jednak na tym odcinku trzeba pokonać trzy śluzy koło Bardowick, Wittorf i Fahrenholz. Obecnie Ilmenau straciło znaczenie dla żeglugi. Wcześniej fabryka przeróbki drewna była zaopatrywana drogą wodną. Obecnie (2008 rok) statki pasażerskie zaprzestały kursów na rzece.

## Sporty wodne
W górnym biegu od Uelzen do Lüneburga rzeka zapewnia wartki nurt i piękne krajobrazy z jednym tylko jazem. Dlatego jest odpowiednia dla wodnych wędrówek kajakarskich.

## Miejscowości nad Ilmenau
Nad Ilmenau leżą Uelzen, Bad Bevensen, Lüneburg, Bardowick i w pobliżu ujścia jedna z dzielnic Winsen – Hoopte. Nazwę Ilmenau przyjęła też jedna z gmin zbiorowych w powiecie Lüneburg na południe od Lüneburga z siedzibą w Melbeck.